# Blanchetiodendron blanchetii
Blanchetiodendron blanchetii är en ärtväxtart som först beskrevs av George Bentham, och fick sitt nu gällande namn av Rupert Charles Barneby och James Walter Grimes. Blanchetiodendron blanchetii ingår i släktet Blanchetiodendron och familjen ärtväxter. Inga underarter finns listade i Catalogue of Life.